# Гильом I (граф Невера)
Гильом I (фр. Guillaume I de Nevers; ок. 1029 — 22 июня 1083/1100) — граф Невера и Осера с 1040 года. Сын Рено I, графа Осера и Невера, и Гедвиги (Адвисы) Французской, дочери короля Франции Роберта II Благочестивого, представитель Неверского дома.

## Биография

### Правление
Гильом I наследовал Невер и Осер после того, как его отец погиб в сражении с герцогом Бургундии Робертом I в 1040 году. Гильом продолжил начатую отцом борьбу против Роберта I, которая закончилась только после смерти герцога в 1076 году. Мир был закреплен браком нового герцога Гуго I на дочери Гильома Сибилле.
Около 1039 года Гильом женился на Ирменгарде, дочери и наследнице графа Тоннера Рено I. В 1065 году Рено скончался, и графство перешло к его дочери и Гильому. Благодаря этому браку графство Тоннер оказалось объединено с графствами Невер и Осер. Это объединение сохранялось до 1262 года.
Существуют разные версии о дате смерти Гильома I. Вероятно, он умер в 1083 году, но иногда называют другие даты. Некролог аббатства Сен-Дени пишет, что Гильом умер 20 июня. В записях аббатства Ниверне указан 1098 год. По другим версиям, он умер в 1097 году или в 1100.
После смерти Гильома I его владения были разделены между сыновьями. Старший, Рено II, получил Невер и Осер, второй, Гильом — Тоннер. После смерти Гильома Тоннер вернулся к Рено. Ещё один сын, Роберт, стал епископом Осера.

### Брак и дети
Жена с 1045: Ирменгарда (ум. до 1090), графиня Тоннера, дочь графа Тоннера Рено I.
- Рено II (ок. 1055 — ок. 1097), граф Невера и Осера с 1083
- Гильом II (ум. после 1092/1099), граф Тоннера с 1083
- Роберт (ум. 12 февраля 1095), епископ Осера в 1076—1084
- Ирменгарда (ум. 14 октября 1090/1095; муж с 6 декабря 1067 — Губерт де Бомон-о-Мэн (ум. 5 декабря до 1095), виконт дю Мэн, сеньор де Бомон-сюр-Сарт и Сент-Сюзанн
- Гельвиза (ум. до 1118); муж с 6 декабря 1067 — Вильгельм д'Эвре (ум. 18 апреля 1118), граф д'Эвре
- Иоланда (Сибилла) (1058—1078); муж — Гуго I (ок. 1057 — 29 августа 1093), герцог Бургундии.